# Rankin-Gletscher
Der Rankin-Gletscher ist ein rund 19 km langer Gletscher an der Black-Küste des Palmerlands auf der Antarktischen Halbinsel. Er fließt in zunächst südöstlicher, dann östlicher Richtung entlang der Südseite des Schirmacher-Massivs und mündet unmittelbar vor dem Kopfende des Odom Inlet in den Cline-Gletscher.
Der United States Geological Survey kartierte ihn im Jahr 1974. Das Advisory Committee on Antarctic Names benannte den Gletscher 1976 nach John S. Rankin Jr. (1911–1987), Biologe des United States Antarctic Research Program, der an den International Weddell Sea Oceanographic Expeditions zwischen 1968 und 1969 beteiligt war.